# Messena violacea
Messena violacea är en insektsart som först beskrevs av Schmidt 1919.  Messena violacea ingår i släktet Messena och familjen Eurybrachidae. Inga underarter finns listade i Catalogue of Life.